# Alfano di Salerno
Montibus obsita planities;

Pampinus hanc viridis decorat;

Est nemorosa parum, sed aquis

Fluctibus et variis celebris

...

Collibus eius oliva decens,

cedrus, et alta cupressus inest»
(XXXII, 80 sgg.)
Alfano di Salerno (Salerno, 1015/1020 – Salerno, 9 ottobre 1085) è stato un abate, medico, scrittore e arcivescovo italiano, importante esponente della scuola medica salernitana.

## Biografia
Nato a Salerno intorno al 1015 da una nobile famiglia imparentata con Guaimario III, Principe Longobardo di Salerno, fu monaco in Santa Sofia a Benevento, quindi a Montecassino. Quando Guaimario IV, «succeduto al padre nel 1031, portava il Principato a non mai vista grandezza», divenne abate del monastero di San Benedetto a Salerno e poi arcivescovo della città nel 1058, consacrato dal papa Stefano IX. Fu un personaggio eclettico: medico della Scuola Medica Salernitana, scrittore, poeta e architetto. Fu autore di diversi Inni a carattere sacro, la cui ispirazione rivela una notevole conoscenza della poetica di Orazio, ma è ricordato soprattutto per essere stato uno dei principali esponenti tra gli intellettuali benedettini del medioevo. La sua figura è legata a quella dell'abate di Montecassino Desiderio (futuro papa Vittore III) di cui fu intimo amico; insieme a quest'ultimo promosse una riforma morale e politica della Chiesa. Alfano gli presentò anche il famoso medico e traduttore dall'arabo Costantino l'Africano. Desiderio accolse Costantino a Montecassino «offrendogli la possibilità di continuare a tradurre e scrivere opere di medicina, una delle quali – il De stomacho – fu dedicato allo stesso Alfano». Inoltre si misurò anche con Gisulfo II di Salerno, principe di Salerno.
Partecipò al concilio di Melfi, a quello di Salerno e al concilio di Roma. Nella sua opera pastorale Alfano I eresse nel 1058 la diocesi di Nusco e consacrò Sant'Amato Landone suo primo vescovo. Nel 1063, si recò a Costantinopoli con il principe di Salerno Gisulfo II per promuovere una lega anti-normanna, ma Gisulfo, a sua insaputa, lo lasciò in ostaggio all'imperatore d'oriente. A Costantinopoli Alfano ebbe occasione di studiare testi medici e filosofici greci e bizantini, in particolare Nemesio di Emesa. Riuscì a fuggire e a tornare in Italia dove fu accolto dal normanno Roberto il Guiscardo e dalla moglie Sichelgaita di Salerno, sorella di Gisulfo. Nel 1076 il Guiscardo conquistò Salerno ed Alfano fece da mediatore, nella delicata fase di transizione, tra longobardi, normanni e Papa Gregorio VII.
Alfano ispirò e guidò la costruzione del Duomo di Salerno (di cui fu, forse, anche uno degli architetti) eretto da Roberto il Guiscardo e consacrato da Gregorio VII nel 1084. Morì a Salerno, sinceramente compianto dai suoi concittadini, il 9 ottobre del 1085 e fu sepolto nello stesso Duomo che aveva contribuito a costruire; ma ad oggi (2023) non è possibile identificare la sua tomba.

## Opere
Alfano fu un raffinato scrittore, dalle cui opere emerge una perfetta padronanza della lingua greca e una profonda conoscenza dei classici greci e latini. Tra i suoi componimenti si ricordano:
- i Carmi a carattere religioso
- De unione Verbi Dei et hominis

In campo medico tradusse dal greco il Premnon Physicon o De Natura Hominis di Nemesio e fu autore di diverse opere tra cui:
- De pulsis
- Experimenta archiepiscopi salernitani
- Tractatus de quibusdam medicinalibus
- De quattuor humoribus corporis humanis

La sopravvivenza di tali opere, non pervenuteci in originale, è stata affidata a successive rielaborazioni, che testimoniano l'impulso che esse dettero alla successiva ricerca e pratica medica.

### Contenuto
Analizzando la struttura dei suoi carmina, possiamo distinguere tre fasce tematiche, in cui agiscono tre momenti differenti seppur concomitanti dell'Alfano ideologo: i carmina politici dedicati a personaggi del tempo; i carmina cassinesi dedicati ai confratelli, ai luoghi spirituali e reali di Montecassino; i carmina agiografici dedicati ai santi locali e non. Inoltre i carmina sono organizzati in questo modo: 42 agiografici, 13, d'iscrizioni o di epitaffi, 7 cassinesi, 3 politici, 3 salernitani, poi la dedica al vescovo Pandolfo e la Confessio metrica.
Alfano fa scorgere tramite i suoi carmina un momento di immortalità nel principato di Guaimario V per Salerno, che si contrappone ad una sua visione di una Salerno non più splendida politicamente (che in realtà, proprio nel secolo di Alfano e nel seguente la Scuola medica salernitana tocca il suo culmine d'importanza europea). Il Carmen ad Guidonem fratrem principis salernitani presenta una continuità fra la Cartagine celebre antagonista di Roma e la Cartagine medievale, mercato di scambi, in tutta seconda a Salerno dove Alfano, nella sua versificazione visionaria, risale dal malessere del principato di Sicardo per approdarre al benessere del momento normanno. Alfano arcaizza il mito di Salerno/nuova Roma forse riecheggiando l'inno O Roma nobilis, che si diffonde dal X secolo.
Nei carmina cassinesi al posto dei protagonisti politici si citano gli abati, i monaci, gli illustri, soprattutto la comunità benedettina e Desiderio.
Alfano, come Venanzio Fortunato, sperimenta tutti i registri della sua poesia: panegirismo, memoria d'affetti e agiografie. L'universo inquieto di Alfano si rasserena di fronte alle devozioni agiografiche espresse nei carmina e dalla produzione innografica: vengono citati Santa Sabina, Sant'Agnese, Caterina d'Alessandria, Cristina di Bolsena, San Mauro, Matteo l'eremita, San Fortunato, Benedetto da Norcia e San Nicola, che rappresentano Salerno come città di reliquie.